# Проміжний (острів, Київ)
Острів Проміжний — один з дніпровських островів, розташований в південній частині Києва. Знаходиться між островами Козачий і Ольжин. Разом з ними входить до загальнозоологічного заказника місцевого значення «Острови Козачий та Ольжин», який є частиною регіонального ландшафтного парку  «Дніпровські острови».

## Природа
Проміжний острів є річковим заплавним островом зі збереженою в природному стані заплавною екосистемою, характерною для середньої течії Дніпра з унікальними природними елементами.
Тут зокрема спостерігаються скупчення мігруючих птахів. У 2009 р. на затоплених деревах поблизу чаплиної колонії на острові Проміжний знайдено два виводки світлокрилого (білокрилого) крячка — Chlidonias leucopterus (Атамась, Кукшин 2010).

## Представники Червоних книг
Види, що підлягають захисту:
- Сальвінія плаваюча — Salvinia natans (Види Бернської ковенції, Червона книга України)
- Коручка чемерникоподібна — Epipactis heleborine (Червона книга України)
- Водяний горіх — Trapa natans (Червона книга України)
- Альдрованда пухирчаста — Aldrovanda vesiculosa (Червона книга України)